# 真島健三郎
真島健三郎（日语：／ Mashima Kenzaburou，1873年—1941年），生於日本四國島北部的香川縣，為隸屬日本海軍的一名結構技师，亦為日本鋼筋混凝土構造之先驅者。

## 經歷
- 1873年，出生於西条家。
- 1896年7月札幌農業學校工學科畢業後，留學德國。
- 1899年任用於日本海軍，擔任技師一職。
- 1900年開始執行佐世保海軍経理部建築課的勤務。
- 1903年－1904年3月間前往歐洲各國及美國視察。